# 第7屆坎城影展
第7屆坎城影展於1954年3月25日至4月9日在法國坎城節慶宮舉行。由尚·考克多擔任評審團主席，金棕櫚獎由衣笠貞之助執導的《地獄門》獲得。 開幕片由羅勃·席歐麥執導的《外人部隊》。 該片是最後一部以法國為主的影展開幕片。
隨著影展越來越成為娛樂圈的吸引力，媒體上出現了明星的醜聞和戀情。1954年，西蒙娜·席爾瓦在該屆影展期間的緋聞最終毀掉了她作為演員的職業生涯，並在三年後離開人世。

## 主競賽評審
以下人士被選為長片和短片的評審：
長片
- 尚·考克多：詩人，作家（評審團主席）
- 讓·奧朗什（英语：Jean Aurenche）：編劇
- 安德烈·巴贊：評論家
- 路易斯·布紐爾：導演
- 亨利·卡勒夫（英语：Henri Calef）：編劇，導演
- 居伊·德松（法语：Guy Desson）：政治家
- 菲利普·厄爾蘭格（法语：Philippe Erlanger）：作家
- 米歇爾·福爾-科默雷（法语：Michel Fourre-Cormeray）：公務員
- 吉恩-皮埃爾·弗羅格雷（Jacques-Pierre Frogerais）：製片人
- 雅克·伊貝爾：作曲家
- 喬治·拉穆斯（法语：Georges Lamousse）：政治家
- 安德烈·朗（法语：André Lang）：畫家
- 諾埃爾-諾埃爾（英语：Noël-Noël）
- 喬治·拉吉斯（Georges Raguis）：工會成員

短片
- 亨寧·延森（英语：Henning Jensen）：演員
- 艾爾伯特·拉摩里斯（英语：Albert Lamorisse）：導演
- 讓·奎瓦爾（英语：Jean Queval）：作家
- 吉恩·泰德斯科（英语：Jean Tedesco） ：導演
- 吉恩·維維耶（Jean Vivie）：CST成員

## 正式競賽長片
以下電影參與角逐金棕櫚獎：
| 中文片名                     | 原文片名                        | 導演                                          | 製作國            |
| ---------------------------- | ------------------------------- | --------------------------------------------- | ----------------- |
| 《塞維利亞理髮師歷險記》     | venturas del barbero de Sevilla | 拉迪拉·維赫達                                 | 法國、 西班牙     |
| 《所有事物都發生在格拉納達》 | Todo es posible en Granad       | 卡洛斯·布蘭科和何塞·路易斯·薩恩斯·德·埃雷迪亞 | 西班牙            |
| 《只要你在我身邊》           | Solange Du da bist              | 哈拉爾德·布勞恩                               | 西德              |
| 《洪水來臨前》               | Avant le déluge                 | 安德烈·卡耶特                                 | 法國、 義大利     |
| 《12英尺暗礁下》             | Beneath the 12-Mile Reef        | 羅伯特·D·韋伯                                 | 美国              |
| 《男孩與霧》                 | El Niño y la niebla             | 羅伯托・蓋伯頓                                | 墨西哥            |
| 《愛的麵包》                 | Kärlekens bröd                  | 阿恩·馬特森                                   | 瑞典              |
| 《貧窮戀人編年史》           | Cronache di poveri amanti       | 卡羅·李查尼                                   | 義大利            |
| 《凡丹戈馬戲團》             | Cirkus Fandango                 | 阿爾納·斯庫恩                                 | 挪威              |
| 《喜劇演員》                 | Cómicos                         | 胡安·安東尼奧·巴爾登                          | 西班牙            |
| 《來自巴斯卡街的五個人》     | Piątka z ulicy Barskiej         | 亞歷山大·福特                                 | 波蘭              |
| 《外人部隊》                 | Le Grand Jeu                    | 羅伯特·西奧德馬克                             | 法國、 義大利     |
| 《亂世忠魂》                 | From Here to Eternity           | 佛烈·辛尼曼                                   | 美国              |
| 《地獄門》                   | 地獄門                          | 衣笠貞之助                                    | 日本              |
| 《偉大的冒險》               | Det Stora Ädventyret            | 阿恩·蘇克斯多夫                               | 瑞典              |
| 《偉大戰士：斯坎德培》       | Velikiy voin Albanii Skanderbeg | 謝爾蓋·尤特凱維奇                             | 苏联、 阿尔巴尼亚 |
| 《泥灘》                     | にごりえ                        | 今井正                                        | 日本              |
| 《小綁匪》                   | The Kidnappers                  | 菲力普·萊考克                                 | 英国              |
| 《基斯克拉伊卡爾》           | Kiskrajcár                      | 馬頓·凱萊帝                                   | 匈牙利            |
| 《紅心小子》                 | Knave of Hearts                 | 勒內·克萊芒                                   | 英国、 法國       |
| 《圓桌武士》                 | Knights of the Round Table      | 理查·索普                                     | 英国、 美国       |
| 《喜劇演員》                 | Komedianti                      | 弗拉基米爾·布爾切克                           | 捷克斯洛伐克      |
| 《最後的橋》                 | Die Letzte Brücke               | 赫穆特·考特納                                 | 奥地利、 南斯拉夫 |
| 《走失的男孩》               | Little Boy Lost                 | 喬治·希頓                                     | 美国              |
| 《沙漠奇觀》                 | The Living Desert               | 華特·迪士尼 詹姆斯·阿爾加                     | 美国              |
| 《炎熱氣候中的愛情》         | Sangre y luces                  | 喬治·胡基耶 里卡多·穆尼奧斯·蘇亞              | 西班牙、 法國     |
| 《情書》                     | 恋文                            | 田中絹代                                      | 日本              |
| 《馬達萊娜》                 | Maddalena                       | 奧古斯托・傑尼納                              | 法國、 義大利     |
| 《非洲人》                   | Man of Africa                   | 西里爾·法蘭科                                 | 英国              |
| 《瑪麗娜的命運》             | Судьба Марины                   | 伊薩克·什馬魯克 維克多·伊夫琴科               | 苏联              |
| 《加略山烈士》               | El Mártir del Calvario          | 米格爾·莫雷塔                                 | 墨西哥            |
| 《孔雀的羽毛》               | मयूरपंख                           | 基肖爾·薩胡                                   | 印度              |
| 《墨西哥的回憶》             | Memorias de un Mexicano         | 卡門·托斯卡諾                                 | 墨西哥            |
| 《怪獸》                     | الوحش                           | 薩拉·阿布·塞夫                                | 埃及              |
| 《赤裸裸的亞馬遜》           | Feitiço do Amazonas             | 齊格蒙特·蘇利斯特羅夫斯基                     | 巴西              |
| 《那不勒斯的旋轉木馬》       | Carosello napoletano            | 埃托雷·賈尼尼                                 | 義大利            |
| 《潘波什》                   | Pamposh                         | 以斯拉·米爾                                   | 印度              |
| 《如果我的田野會說話》       | Si mis campos hablaran          | 荷西·玻爾                                     | 智利              |
| 《烈日當空》                 | صراع في الوادي                  | 尤賽夫·夏因                                   | 埃及              |
| 《海洋之歌》                 | O Canto do Mar                  | 阿爾貝托·卡瓦爾坎蒂                           | 巴西              |
| 《俄羅斯芭蕾之星》           | Мастера русского балета         | 赫爾伯特·拉帕波特                             | 苏联              |
| 《兩畝地》                   | दो बीघा ज़मीन                        | 比馬爾·羅伊                                   | 印度              |
| 《雅典的意外收穫》           | Κυριακάτικο Ξύπνημα             | 麥克·卡柯揚尼斯                               | 希腊              |

## 正式競賽短片
以下短片參與角逐短片金棕櫚獎：
| 中文片名                                        | 原文片名                                                      | 導演                                                                                   | 製作國       |
| ----------------------------------------------- | ------------------------------------------------------------- | -------------------------------------------------------------------------------------- | ------------ |
| 《阿波羅和達芙妮》                              | Απόλλων και Δάφνη                                             | 薩納西斯·梅里齊斯（Thanassis Meritzis）                                                | 希腊         |
| 《皇帝企鵝》                                    | Les Pingouins                                                 | 馬里奧·馬雷特（Mario Marret）                                                          | 法國         |
| 《水族館》                                      | Aquarium                                                      | 奧戈斯通·科拉尼                                                                        | 匈牙利       |
| 《布萊克一家睡在這裡》                          | The Blakes Slept Here                                         | 雅克·布魯尼烏斯                                                                        | 英国         |
| 《16世紀人文主義者的印刷商——克里斯托夫·普蘭廷》 | Christophe Plantin, imprimeur des humanistes du XVIeme siècle | 加斯頓·維梅倫（Gaston Vermaillen）                                                     | 比利时       |
| 《科隆大教堂》                                  | Der dom zu Koeln                                              | 烏立克·凱瑟                                                                            | 西德         |
| 《埃爾·格列柯的傑作：奧爾加茲伯爵的葬禮》       | El Greco en su obra maestra : El entierro del Conde Orgaz     | 約翰·塞拉（Juan Serra）                                                                | 西班牙       |
| 《總有一個未來》                                | Er is altijd een tockomst                                     | 基斯·提普                                                                              | 荷蘭         |
| 《勘探鑽井》                                    | Exploratieboren                                               | 伯特·漢斯特拉                                                                          | 荷蘭         |
| 《女性時裝》                                    | Feminine Fashions                                             | 莫漢·戴亞拉姆·巴夫納尼（Moham Dayaram Bhavnani）                                       | 印度         |
| 《生命之河》                                    | Il fiume della vita                                           | 恩里科·卡斯特利·加蒂納拉（Enrico Castelli Gattinara）                                  | 義大利       |
| 《印度民族舞蹈》                                | Folk Dances of India                                          | 莫漢·戴亞拉姆·巴夫納尼                                                                 | 印度         |
| 《關於這個生活》                                | Det gjelder livet                                             | 提圖斯·維伯·穆勒                                                                       | 挪威         |
| 《一滴水》                                      | Una goccia d'acqua                                            | 恩佐·特羅瓦西里（Enzo Trovasilli）                                                     | 義大利       |
| 《冰島高原》                                    | Miðhálendið                                                   | 馬格努斯·尤納森（Magnus Johannsson）                                                   | 冰島         |
| 《葛飾北齋》                                    | 葛飾北斎                                                      | 敕使河原宏                                                                             | 日本         |
| 《戰鬥機》                                      | Jaktflygare                                                   | 黑爾格·薩林（Helge Sahlin）                                                            | 瑞典         |
| 《日德蘭海岸》                                  | Jyske kyst                                                    | 索倫·梅爾松                                                                            | 丹麦         |
| 《在青柏林中》                                  | Kék vércsék erdejében                                         | 伊斯特萬·霍莫基·納吉                                                                   | 匈牙利       |
| 《山羊比利》                                    | Koziołeczek                                                   | 萊霍斯拉夫·馬爾薩雷克                                                                  | 波蘭         |
| 《庫特納霍拉》                                  | Kutna hora                                                    | 盧卡斯神父（Fr. Lukas）                                                                | 捷克斯洛伐克 |
| 《啟蒙之地》                                    | Land of Enlightment                                           | 莫漢·瓦德瓦尼（Mohan Wadhwani）                                                        | 印度         |
| 《賣火柴的小女孩》                              | Den lille pige med svovlstikkerne                             | 約翰·雅各布森                                                                          | 丹麦         |
| 《盧米埃》                                      | Lumière                                                       | P.帕維奧（P. Paviot）                                                                  | 法國         |
| 《野獸的縮影》                                  | Miniatury kodesku behema                                      | 斯坦尼斯拉夫·萊納托維奇                                                                | 波蘭         |
| 《獨角獸之謎》                                  | Le mystère de la Licorne                                      | 阿卡迪（Arcady） 讓-克劳德·希（Jean-Claude Sée）                                       | 法國         |
| 《新視野》                                      | Nouveaux horizons                                             | 馬塞爾·伊沙克                                                                          | 法國         |
| 《枕木下的新大陸》                              | Nytt land under svillene                                      | 皮耶·奧普薩爾（Per Opsahl）                                                            | 挪威         |
| 《公雞和母雞》                                  | O kohoutkovi a slepičce                                       | 茲德涅克·米萊爾                                                                        | 捷克斯洛伐克 |
| 《再低一點》                                    | O sklenicku víc                                               | 布雷夫·波賈爾                                                                          | 捷克斯洛伐克 |
| 《聖米歇爾的幻影》                              | L'Ombre de St Michel                                          | 約翰·皮瓊尼爾（Jean Pichonnier） 保羅·皮瓊尼爾（Paul Pichonnier）                      | 比利时       |
| 《石油的檢測》                                  | De Opsporing van Aardolie                                     | 伯特·漢斯特拉                                                                          | 荷蘭         |
| 《貓頭鷹和貓咪》                                | The Owl and the Pussy Cat                                     | 布萊恩·博思維克（Brian Borthwick） 約翰·哈拉斯                                         | 英国         |
| 《皮克·德魯比》                                 | Pik droujby                                                   | I·古特曼（I. Goutman）                                                                 | 瑞典         |
| 《戶外塑料》                                    | Plastik im Freien                                             | 阿達爾伯特·巴爾特斯                                                                    | 西德         |
| 《歡樂園》                                      | The Pleasure Garden                                           | 詹姆斯·布勞頓                                                                          | 英国         |
| 《飛向月球》                                    | полет на луну                                                 | 弗拉基米爾·布倫伯格（Vladimir Brumberg） 齊奈達·布倫伯格（Zinaida Brumberg）           | 苏联         |
| 《盧森堡海岸》                                  | Promenade au Luxembourg                                       | 菲利普·施耐德（Philippe Schneider）                                                    | 盧森堡       |
| 《外科醫生——勒內·勒里什》                       | Rene Leriche chirurgien de la douleur                         | 勒內·呂科                                                                              | 法國         |
| 《希望之河》                                    | River of Hope                                                 | 莫漢·戴亞拉姆·巴夫納尼                                                                 | 印度         |
| 《黑絲帶》                                      | Ruban noir                                                    | 亨利-雅克                                                                              | 摩洛哥       |
| 《孤獨的薩揚》                                  | El solitario de Sayan                                         | 恩里科·格拉斯                                                                          | 秘魯         |
| 《老城區》                                      | Stare miasto                                                  | 耶日·波薩克                                                                            | 波蘭         |
| 《伯利恆之星》                                  | Stern von Bethlehem                                           | 威爾海姆·多德林（Wilhelm Döderlein）                                                   | 西德         |
| 《嘟嘟，噓噓，砰砰和咚咚》                      | Toot, Whistle, Plunk and Boom                                 | 瓦德·金寶 查爾斯·尼科斯                                                                | 美国         |
| 《睡美人》                                      | Uspavana ljepotica                                            | 魯道夫·斯雷梅克                                                                        | 南斯拉夫     |
| 《麂皮的一生》                                  | La vie des Chamois                                            | 安德烈·別魯 保羅·克勞德 P·達利（ P. Dalli） 皮埃爾·萊文 安德烈·維拉德（André Villard） | 法國         |
| 《慶典》                                        | Vieren maar                                                   | 赫爾曼·范·德·霍斯特                                                                    | 荷蘭         |
| 《花帽》                                        | Virágos Kalocsa                                               | 文斯·拉卡托什                                                                          | 匈牙利       |
| 《蜻蜓的一生》                                  | Vita della libellula                                          | 艾伯托·安西洛托                                                                        | 義大利       |
| 《野生動物保護區》                              | Wild Life Sanctuary                                           | D.D.魯卡塞爾（D.D. Reucassel）                                                         | 南非         |

## 獎項

### 正式競賽獎項
以下電影和演員獲得了1954年的獎項：
長片
- 金棕櫚獎：《地獄門》－衣笠貞之助
- 國際獎
  - 《洪水來臨前（法语：Avant le déluge (film, 1954)）》－安德烈·卡耶特（英语：André Cayatte）
  - 《那不勒斯的旋轉木馬（英语：Neapolitan Carousel）》－埃托雷·賈尼尼（英语：Ettore Giannini）
  - 《貧窮戀人編年史（英语：Chronicle of Poor Lovers）》－卡羅·李查尼（英语：Carlo Lizzani）
  - 《兩畝地》－比馬爾·羅伊（英语：Bimal Roy）
  - 《來自巴斯卡街的五個人（波兰语：Piątka z ulicy Barskiej）》－亞歷山大·福特（英语：Aleksander Ford）
  - 《最後的橋（德语：Die Letzte Brücke）》－赫穆特·考特納（英语：Helmut Käutner）
  - 《偉大的冒險（英语：The Great Adventure (1953 film)）》－阿恩·蘇克斯多夫（英语：Arne Sucksdorff）
  - 《偉大戰士：斯坎德培（英语：The Great Warrior Skanderbeg）》－謝爾蓋·尤特凱維奇（英语：Sergei Yutkevich）
- 評審團獎：《紅心小子（英语：Knave of Hearts）》－勒內·克萊芒
- 特別獎：《亂世忠魂》－佛烈·辛尼曼

短片
- 最佳木偶電影：《再低一點》－布雷夫·波賈爾（英语：Bretislav Pojar）
- 最佳詩意奇幻電影：《歡樂園（英语：The Pleasure Garden (1953 film)）》－詹姆斯·布勞頓（英语：James Broughton）
- 最佳現實電影：《老城區》－耶日·波薩克（波兰语：Jerzy Bossak）
- 最佳自然電影：《皇帝企鵝》－馬里奧·馬雷特（Mario Marret）
- 最佳娛樂電影：《嘟嘟，噓噓，砰砰和咚咚（英语：Toot, Whistle, Plunk and Boom）》－瓦德·金寶（英语：Ward Kimball），查爾斯·尼科斯（英语：Charles August Nichols）

### 獨立競賽獎項
費比西獎
- 《洪水來臨前（法语：Avant le déluge (film, 1954)）》－安德烈·卡耶特（英语：André Cayatte）

OCIC獎
- 《最後的橋（德语：Die Letzte Brücke）》－赫穆特·考特納（英语：Helmut Käutner）

## 其他媒體
- Institut National de l'Audiovisuel: Opening of the 1954 Festival （页面存档备份，存于） (Michèle Morgan and Robert Mitchum, commentary in French)
- INA: Opening of the 1954 Festival （页面存档备份，存于） (Daniel Gélin and Gina Lollobrigida, commentary in French)

## 外部連結
- 1954 Cannes Film Festival (web.archive)
- Official website Retrospective 1954 的存檔，存档日期2019-05-05.
- Cannes Film Festival Awards for 1954 （页面存档备份，存于） at Internet Movie Database